# Nikolaj Nikolajevič Blochin
Nikolaj Nikolajevič Blochin (rusky Николай Николаевич Блохин; 21. dubnajul. / 4. května greg. 1912 – 16. května 1993 Moskva) byl sovětský lékař – chirurg a onkolog, hrdina socialistické práce (1972).